# Loket (délková míra)

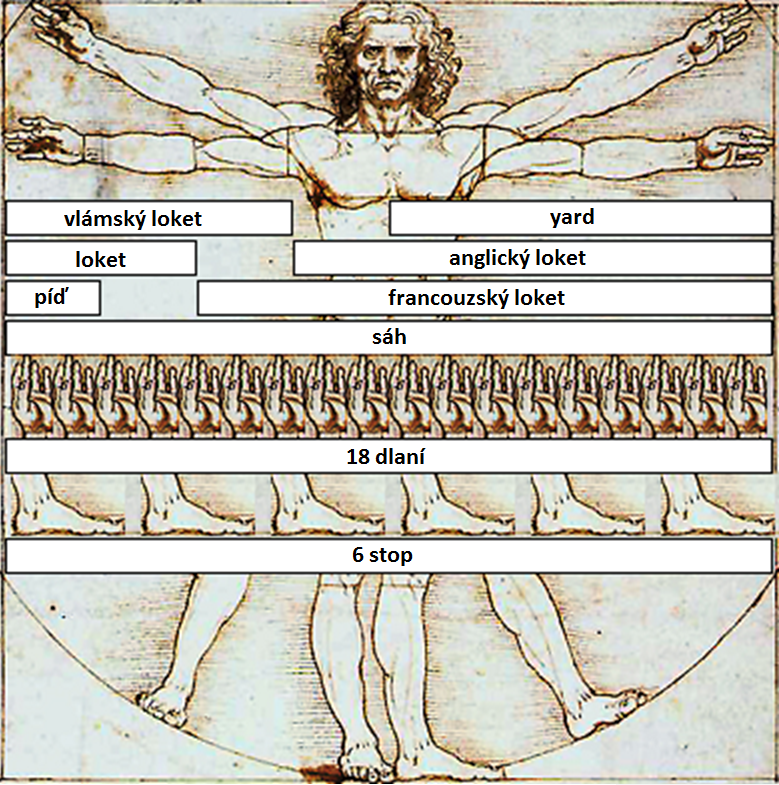
Da Vinciho Vitruvius se znázorněním anglického, francouzského a vlámského loktu.

Loket je délková míra, používaná již od starověku, jejíž existence je doložená v Egyptě, Mezopotámii (2000 let př. n. l.), Perské říši, Řecku i dalších zemích. Díky své jednoduchosti a potřebě pouhé vlastní paže k měření se začal v minulosti používat nezávisle na sobě v různých oblastech světa.
Ve středověku bylo velmi častým jevem, že každá země a i každé větší obchodní město mělo svoji vlastní délku loktu. Proto se stalo zvykem, že na náměstích býval kov o délce loktu zazdíván pro případné spory.
Až do 19. století zůstával loket jednou z nejdůležitějších délkových měr, postupně byl však ve většině zemí světa nahrazen metrickými jednotkami.

## Loket v českých zemích

### Český loket
Český, pražský či staroměstský loket byl pro celé Království české ustanoven v roce 1268 v době Přemysla Otakara II. Jeho vzor byl později umístěn za vraty Novoměstské radnice.
- 1 český loket = 59,3 cm.

#### Dělení a násobky českého lokte
- 1 loket = 3 pídě = 30 prstů = 120 zrn
- 1 staročeský sáh = 3 lokty
- 1 zemský provazec = 24 lokte
- 1 postav = 30 nebo 39 loktů
- 1 jitro = obdélník o stranách 42 krát 210 loktů (podle Hájkovy kroniky)
- 1 prut = 1050 loktů
- 1 lán = 12 prutů = 12600 loktů

Železné etalony českého lokte se dodnes nacházejí nejméně na 6 místech v Čechách:
- na zdi věže Novoměstské radnice v Praze;
- na vratech Hradčanské radnice v Praze;
- v ostění vrat radnice v Mělníku (vedle je i loket vídeňský);
- v pilíři radnice v Litoměřicích;
- v pilíři radnice v Litomyšli;
- vedle vchodu do radnice v Bělé pod Bezdězem.

Kromě toho je délka českého lokte vyryta přímo v kamenném ostění slavnostního vstupu do radnice v Hostinném.

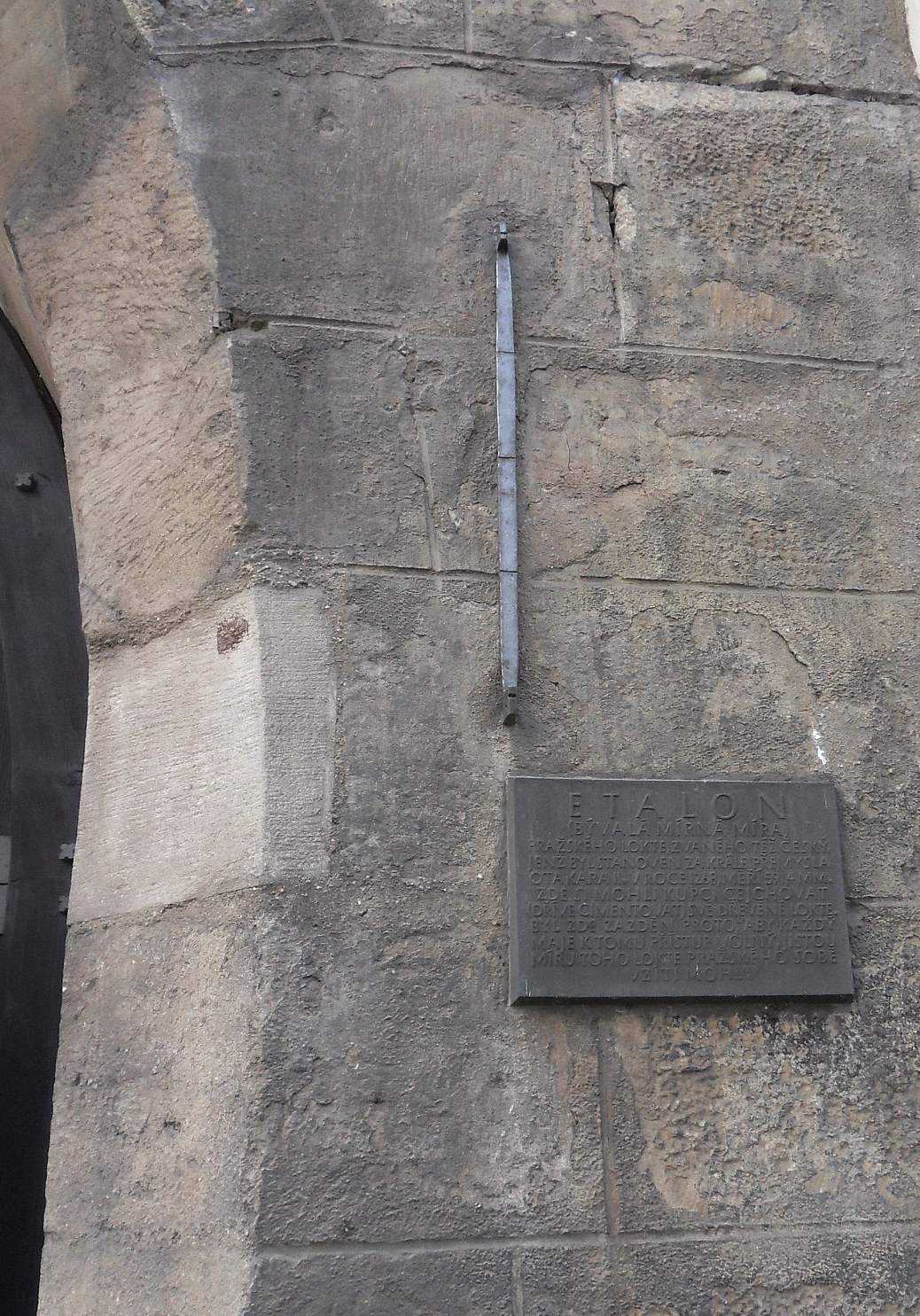
Pražský loket na zdi věže Novoměstské radnice v Praze
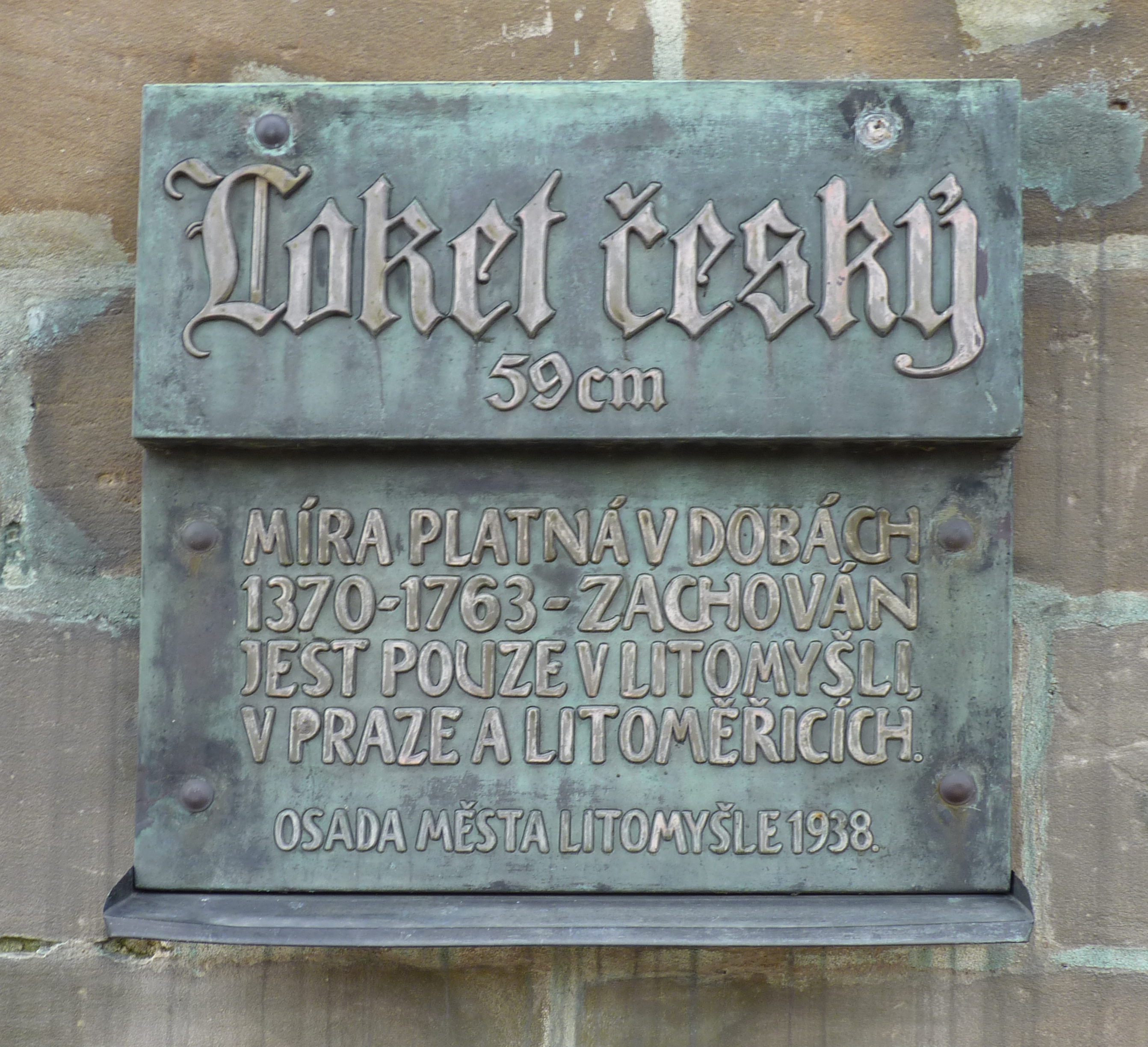
Loket český na radnici v Litomyšli
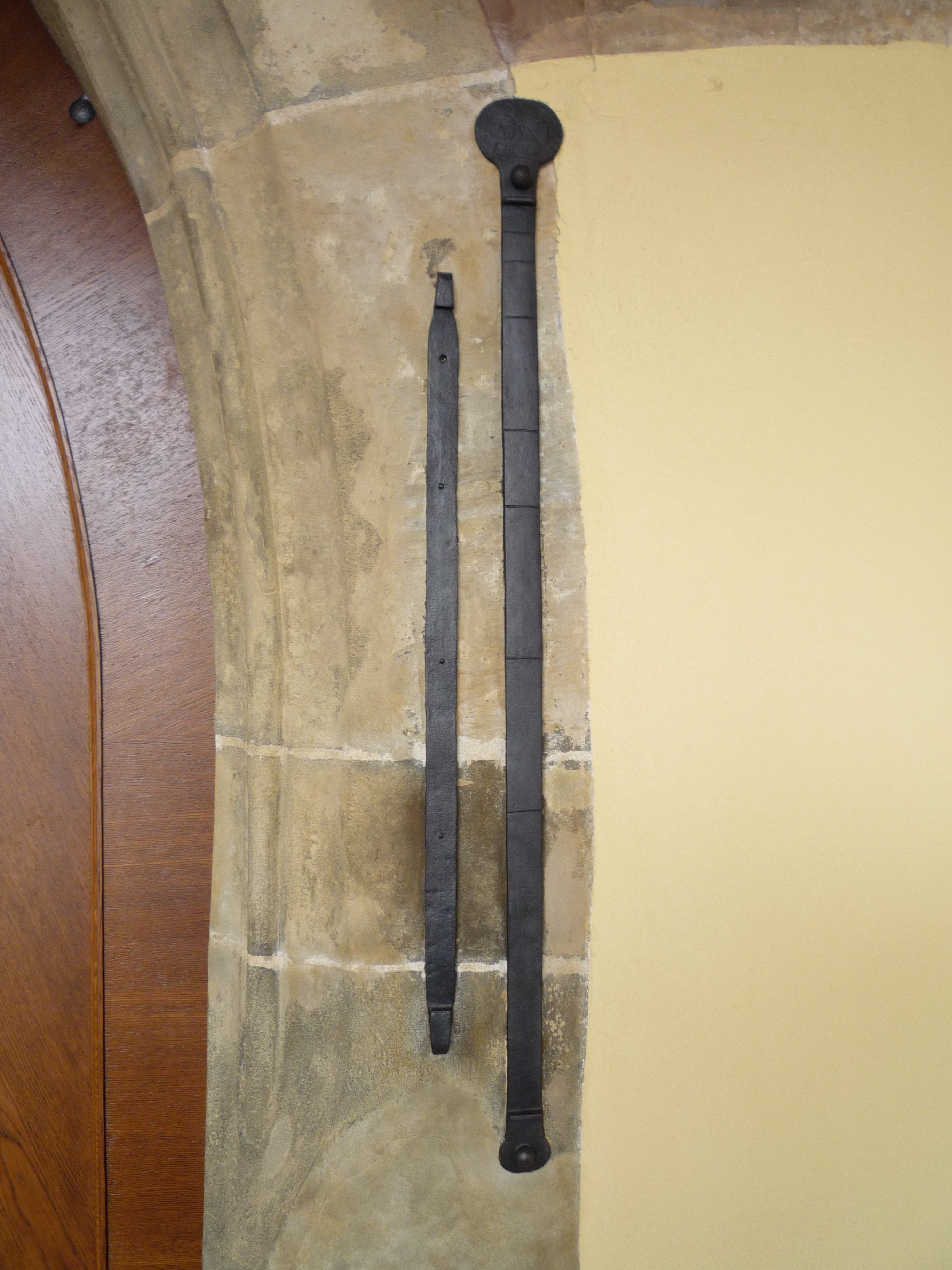
Etalony loktů na radnici v Mělníku - vlevo český, vpravo vídeňský

### Vídeňský loket
Vídeňské míry včetně vídeňského lokte (Wiener Elle) byly do Čech zaváděny v polovině 18. století. V roce 1760 byl poměr jednotek následující:
- 1 vídeňský loket = 1,31186 českého lokte (77,8 cm)
- 1 český loket = 0,7622718 vídeňského lokte

Základní jednotkou vídeňské (dolnorakouské) soustavy však nebyl loket, ale sáh.
V Čechách lze etalon vídeňského lokte spatřit například:
- v ostění vrat radnice v Mělníku (vedle je i loket český). Tento loket je dokonce datován „1765“ a doplněn nápisem „RAKAVSKI“
- v opěrném pilíři radnice v Českých Budějovicích (rovněž datován 1765)
- v ostění vrat staré radnice v Chrudimi
- vedle vchodu do radnice v Lázních Bohdaneč;[1]
- v ostění slavnostního vstupu do radnice v Hostinném

### Moravský loket
Morava se z hlediska metrologie vyvíjela zcela samostatně a její délkové jednotky byly rozdílné od českých. V roce 1638 nařídil Ferdinand III., aby se na Moravě užívalo olomouckého lokte (přibližně 78,228 cm). Vlivem kapitulace Olomouce a naopak úspěšné obrany Brna proti Švédům v roce 1645 však postupně rostl význam brněnského lokte (přibližně 79,052 cm). K navázání českých a moravských jednotek došlo až v roce 1708, kdy císař Josef I. nařídil, aby moravský loket měřil tolik, aby pražský loket o délce 24 coulů byl 3/4 zdejšího, čili moravský loket měřil 32 coulů, moravský sáh však 72 coulů jako pražský. V roce 1708 byl tedy poměr jednotek následující:
- 1 moravský loket = 32 palců českých = 1 a 1/3 pražského lokte = 78,9 cm.

V roce 1758 vyšel důležitý patent pro Moravu, jímž tu byly zavedeny rakouské míry a váhy. Podrobné převodní tabulky však byly vydány až v roce 1771 a v nich byl stanoven poměr moravského lokte k rakouskému jako 2501 k 2455.
Na Moravě jsou k vidění tři moravské železné lokty:
- loket u vchodu do radnice v Kyjově;
- loket v ostění vchodu do radnice v Moravské Třebové,
- loket na severní straně radnice v Olomouci (od r. 2023).

### Další lokty používané v českých zemích
- 1 ašský loket = 1 loket vídeňský bez 2 a 1/4 palce vídeňského = 71,829 cm
- 1 brněnský loket = 79,052 cm
- 1 brněnský lesní loket = 1/15 prutu = 52,06 cm
- 1 dlouhý loket = 73,22 cm
- 1 chebský loket = 25 palců vídeňských = 65,85 cm
- 1 klatovský loket = 69,85 cm
- 1 krnovský loket = asi 80 cm
- 1 litomyšlský loket = 59,40 cm
- 1 mělnický loket = 59,14 cm
- 1 olomoucký loket = 1 brněnský loket bez 1/4 palce = 78,228 cm
- 1 plánský (tzv. krátký) loket = 2 stopy a 5 a 1/2 palce vídeňského = 69,147 cm
- 1 plzeňský loket = 62,205 cm
- 1 pražský krátký loket = 32 palců vídeňských = 84,29 cm
- 1 pražský dlouhý loket = 36 palců vídeňských = 94,824 cm
- 1 pražský textilní loket = 0,894 lokte vídeňského = 69,514 cm
- 1 slezský loket = 0,739 lokte vídeňského = 57,461 cm

## Loket ve světě

### Galerie

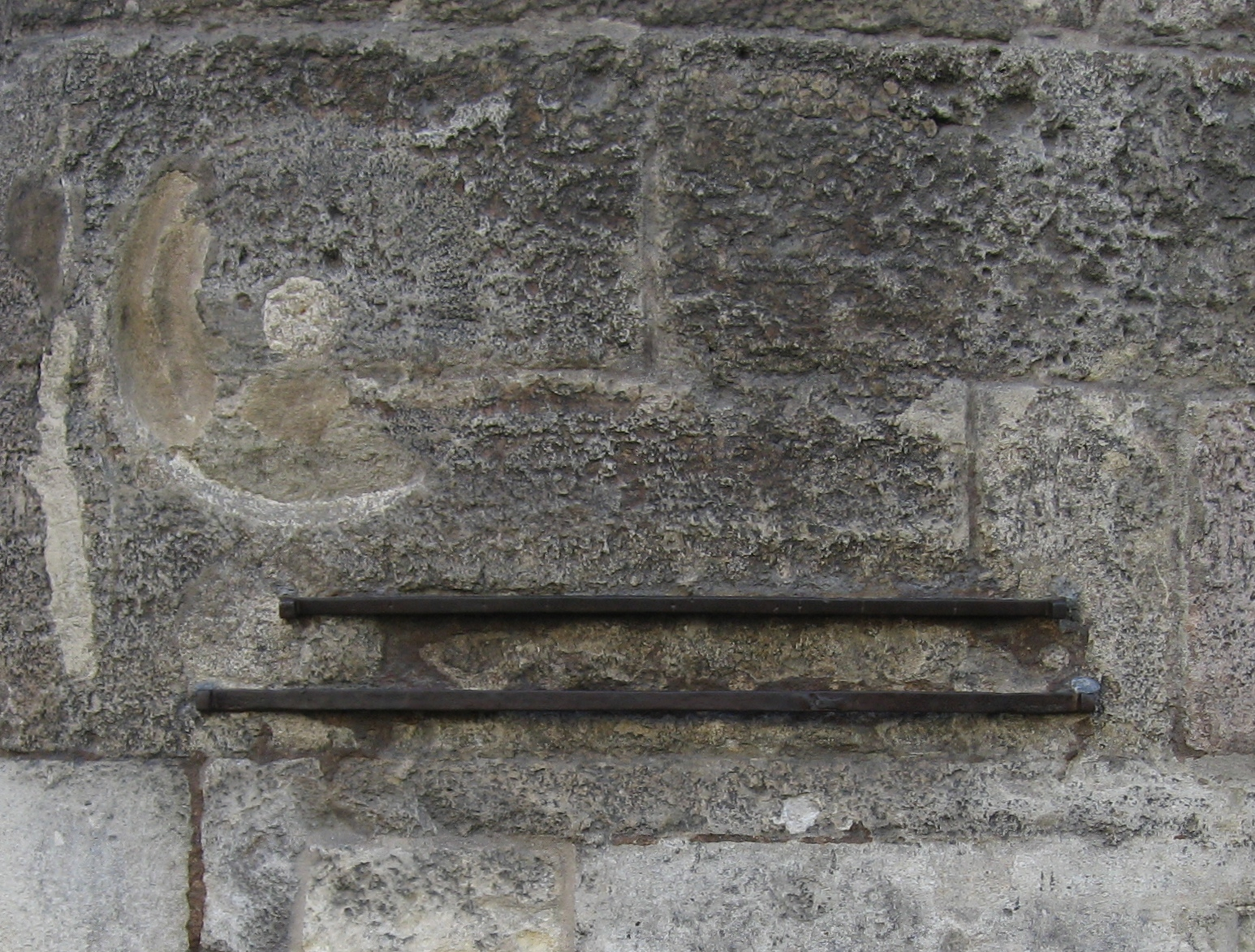
Vídeň, Katedrála svatého Štěpána (Vídeň)
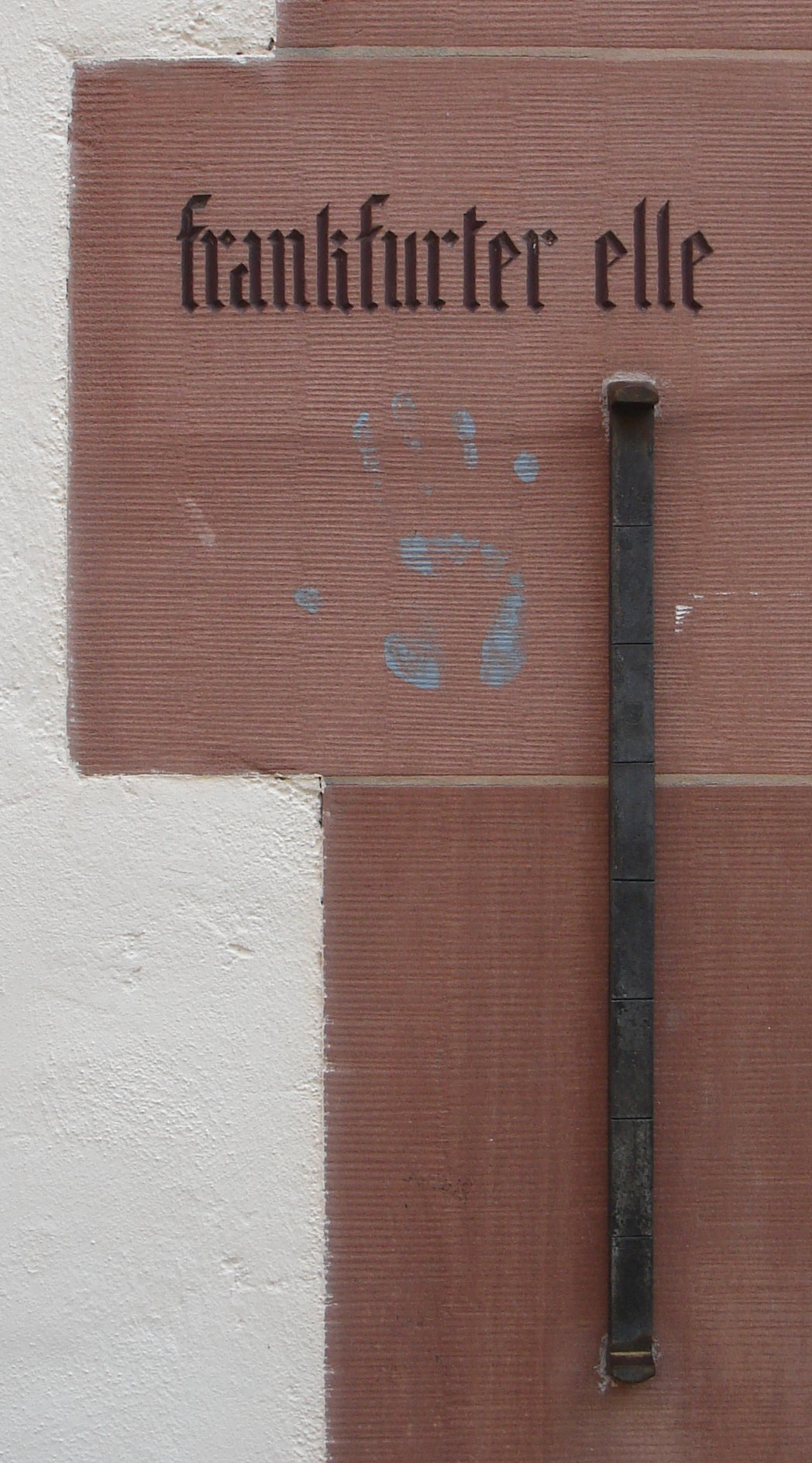
Zazděný loket (Frankfurt nad Mohanem)
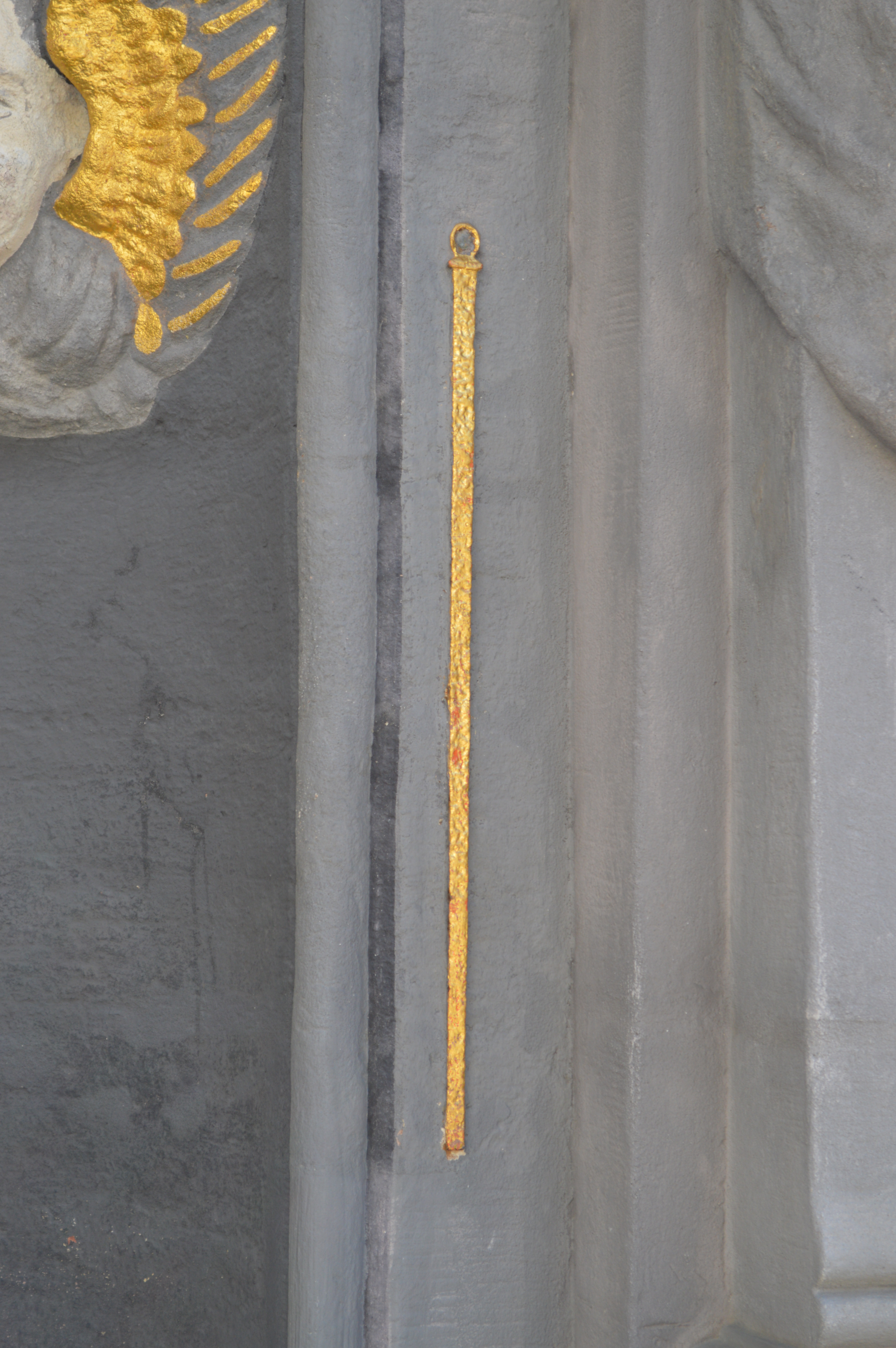
Radnice Gera
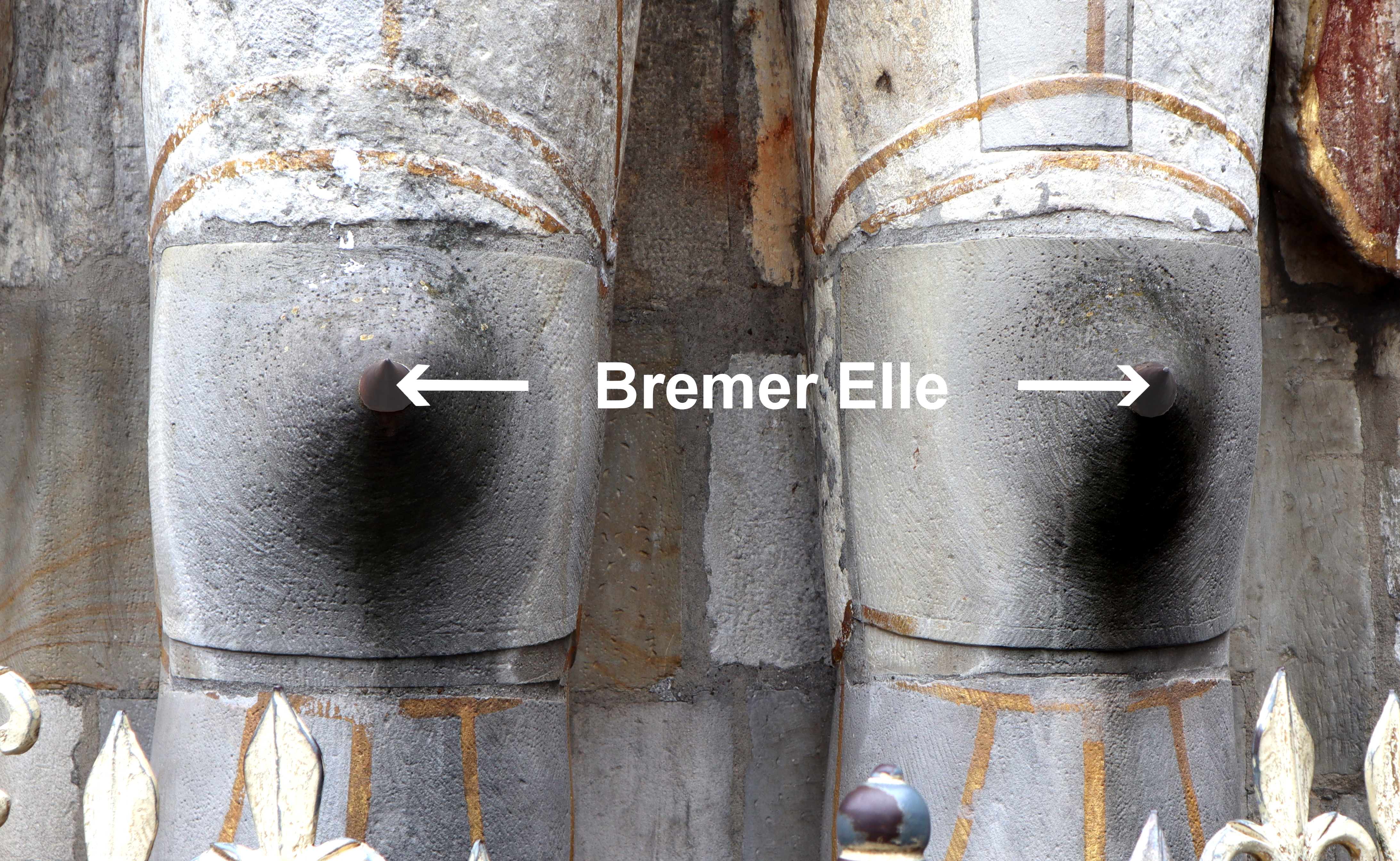
„Rolandův loket“ na soše Rolanda (Brémy)
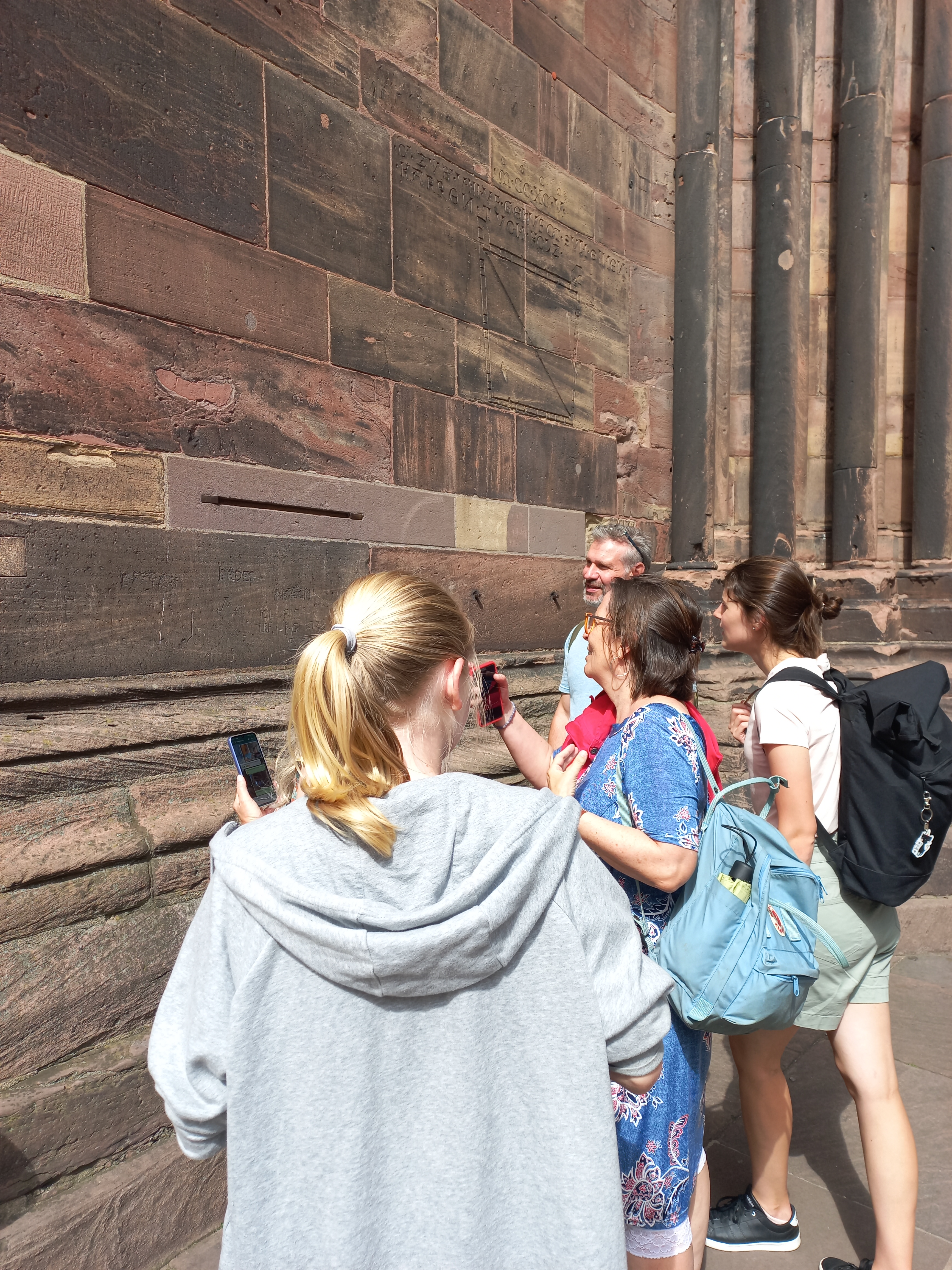
Katedrála Freiburg, vyznačení freiburgského lokte před vchodem

### Příklady
- 1 egyptský královský loket = 52 cm
- 1 egyptský malý loket = 45 cm
- 1 mezopotámský loket = 51,7 cm
- 1 skotský loket = 94,1 cm

Skotský loket (skotská gaelština: slat thomhais) byl standardizován roku 1661 a používán ve Skotsku do roku 1824, kdy byl nahrazen anglickými jednotkami.
- 1 vlámský loket = 69,1 cm
- 1 polský loket (łokieć)= 78 cm
- 1 anglický loket = 114,3 cm

Anglický loket (English ell) byl obvykle roven 45 palcům, nebyl nicméně nikdy definován v žádném anglickém zákonu.
- 1 polský loket = 59,6 cm (nejčastěji, v průběhu historie se měnil)
- 1 pruský (berlínský) loket = 66,7 cm
- 1 švédský loket (nazývaný aln) = 52 až 64 cm a dělil se na 2 fot.
- starozákonní míry
  - 1 obecný loket = 45,8 cm
  - 1 královský loket = 52,5 cm
  - 1 attický loket = 46,2 cm
  - 1 římský loket = 44,4 cm